# 北海道道309号美幌停車場線
北海道道309号美幌停車場線（ほっかいどうどう309ごう びほろていしゃじょうせん）は、北海道網走郡美幌町内を結ぶ一般道道（北海道道）である。

## 概要

### 路線データ
- 起点：北海道網走郡美幌町字新町3丁目（JR北海道 石北本線 美幌駅）
- 終点：北海道網走郡美幌町字新町1丁目（国道39号交点）
- 総延長：0.291 km
- 実延長：0.270 km
- 重用延長：0.021 km

### 道路管理者
- オホーツク総合振興局 網走建設管理部 事業課

## 歴史
- 1957年（昭和32年）7月25日 - 274号として路線認定[1]。
- 1994年（平成6年）10月1日 - 路線番号を309号に変更[2]。

## 地理

### 通過する自治体
- オホーツク総合振興局
  - 網走郡美幌町

### 交差する道路
美幌町
- 国道39号 - 新町1丁目（終点）

### 沿線にある施設など
美幌町
- JR北海道 石北本線 美幌駅